# LP-44
LP-44 je lek koji deluje kao potentan i selektivan agonist na 5HT7 serotoninskom receptoru. Mada je LP-44 manje selektivan od srodnog jedinjenja LP-12, on je bio u široj upotrebi u istraživanjima i korišten da se odredi kompleksna uloga 5-HT7 receptora u nekoliko aspekata moždane funkcije, uključujući regulaciju cirkadijanskog ciklusa i ulogu u stresu, učenju i memoriji.